# César Trómpiz
César Trómpiz est un avocat et homme politique vénézuélien, né le 4 septembre 1986. Recteur de l'université bolivarienne du Venezuela de 2018 à 2020, il a été ministre vénézuélien de l'Éducation universitaire d'août 2019 à octobre 2021.